# Bertmainius tingle
Espèce
Synonymes
- Moggridgea tingle Main, 1991

Bertmainius tingle est une espèce d'araignées mygalomorphes de la famille des Migidae.

## Distribution
Cette espèce est endémique d'Australie-Occidentale.

## Publication originale
- Main, 1991 : Occurrence of the trapdoor spider genus Moggridgea in Australia with descriptions of two new species (Araneae: Mygalomorphae: Migidae). Journal of Natural History, vol. 25, no 2, p. 383-397.